# Lana-Postal
Lana-Postal (wł. Stazione di Lana-Postal, niem: Bahnhof Lana-Burgstal) – stacja kolejowa w miejscowości Lana, w prowincji Bolzano, w niemieckojęzycznym regionie Trydent-Górna Adyga, we Włoszech. Znajduje się na linii Bolzano – Merano. Obsługuje również pobliską gminę Burgstall (wł. Postal).
Według klasyfikacji RFI ma kategorię srebrną.

## Linie kolejowe
- Linia Bolzano – Merano
- Linia Lana – Postal